# Commissione per le Vittime della Bomba Atomica
La Commissione per le Vittime della Bomba Atomica (ABCC) (giapponese:原爆傷害調査委員会, Genbakushōgaichōsaiinkai) fu una commissione istituita nel 1946 in conformità a una direttiva presidenziale di Harry S. Truman rivolta alla National Academy of Sciences-National Research Council per condurre indagini sugli effetti a lungo termine delle radiazioni tra gli sopravvissuti alla bomba atomica a Hiroshima e Nagasaki.
Poiché fu istituita esclusivamente per la ricerca scientifica e lo studio, non come supporto medico con un forte sostegno da parte degli Stati Uniti, l’ABCC fu generalmente malvista sia dalla maggior parte dei sopravvissuti sia dai giapponesi. Operò per quasi trent’anni prima del suo scioglimento nel 1975.

## Storia
La Commissione per le Vittime della Bomba Atomica (ABCC) fu costituita dopo l’attacco statunitense a Hiroshima e Nagasaki del 6 e 9 agosto 1945; sotto forma originaria di Joint Commission . 
Lo scopo dell’ABCC era di ottenere informazioni e dati per acquisizione diretta e quindi di redigere rapporti per sollecitare lo studio a lungo termine sulle vittime della bomba atomica.
Nel 1946, Lewis Weed, capo del National Research Council, riunì un gruppo di scienziati che concordarono che uno "studio dettagliato e a lungo termine degli effetti biologici e medici sull’essere umano" fosse "dell’importanza massima per gli Stati Uniti e per l’umanità in generale."; motivo che spinse il presidente Harry S. Truman a creare l’ABCC il 26 novembre 1946. I membri chiave dell’ABCC furono Lewis Weed, i medici del "United States National Research Council" Austin M. Brues e Paul Henshaw, e i rappresentanti dell’esercito Melvin A. Block e James V. Neel, quest’ultimo anche medico con un dottorato in genetica. La quinta persona del gruppo fu il Tenente di Marina USNV Fredrick Ullrich del Naval Medical Research Center, nominato dal National Research Council.

## Il lavoro della Commissione per le Vittime della Bomba Atomica
I primi membri nominati nell’ABCC arrivarono in Giappone il 24 novembre 1946, visitando Hiroshima e Nagasaki per verificare la situazione, scoprendo che i giapponesi avevano un gruppo medico ben organizzato sotto il National Research Council giapponese, che stava conducendo studi sia sui danni immediati sia su quelli ritardati causati dalla bomba atomica sui sopravvissuti..
È quasi impossibile ottenere una cifra esatta di quante persone siano state uccise nei due bombardamenti, perché entrambe le città avevano un'importante parte della popolazione che era evacuata vista la guerra in corso; anche perchè l'importante militare di Hiroshima la sottoponeva ad un'alta probabilità di bombardamenti nemici, essendo un importante centro di rifornimento militare; inoltre vi era un'importante pendolarismo non tracciato e residenti illegali. 

## La crescita dell’ABCC
L’ABCC crebbe rapidamente nel 1948 e 1949, quadruplicando il personale in un solo anno, fino ad arrivare nel 1951 ad avere 1063 dipendenti (143 alleati e 920 giapponesi)..
L'attività più rilevante svolta dall’ABCC fu lo studio sulla genetica, che si concentrò sulle incertezze riguardanti i possibili effetti a lungo termine delle radiazioni ionizzanti nelle donne incinte e nei loro figli non ancora nati; lo stesso studio non trovò prove di danni genetici diffusi, rilevando tuttavia un aumento dell’incidenza di microcefalia e ritardo mentale nei bambini esposti più prossimamente in utero alle radiazioni delle bombe.; inoltre lo studio genetico studiò anche gli effetti delle radiazioni sui sopravvissuti e sui loro figli. 
Questo progetto si rivelò il più grande tra i programmi dell’ABCC..

### Critiche all’ABCC
Come ogni opera di studio, l’ABCC fu oggetto di critiche in quanto non veniva data assistenza alle esigenze dei sopravvissuti che collaboravano agli studi, senza fornire reale assistenza medica o ricompensare gli sforzi di chi si prestava agli studi.
A titolo di esempio si può ricordare l'assenza di remunerazione per chi veniva agli incontri (perdendo giorni di lavoro), l'assenza di cure mediche, l'assenza di istruzioni in giapponese (solo in inglese).
Vi era una scarsa cura e umanità nella raccolta dei dati e dei campioni, tra cui giova ricordare il lasciare molti hibakusha nudi per ore mentre venivano fotografati, filmati ed esaminati come cavie dall’ABCC, dovendo sopportare l’imbarazzo di mostrare la grave calvizie, fornire campioni di sangue e sottoporsi a estrazioni di tessuti senza alcun supporto.
Vi furono numerose denuncie di molestie da parte dell’ABCC, che spesso convocava per esami o persino prelevava bambini dalle scuole senza il consenso dei genitori (o nonostante le proteste dei genitori)..
L’ABCC effettuò anche numerose autopsie, fino a 500 all’anno, estraendo tessuti e parti del corpo, spesso senza consenso familiare, per inviarli negli Stati Uniti. Queste autopsie venivano spesso eseguite subito dopo la morte, aggiungendo dolore alle famiglie. 

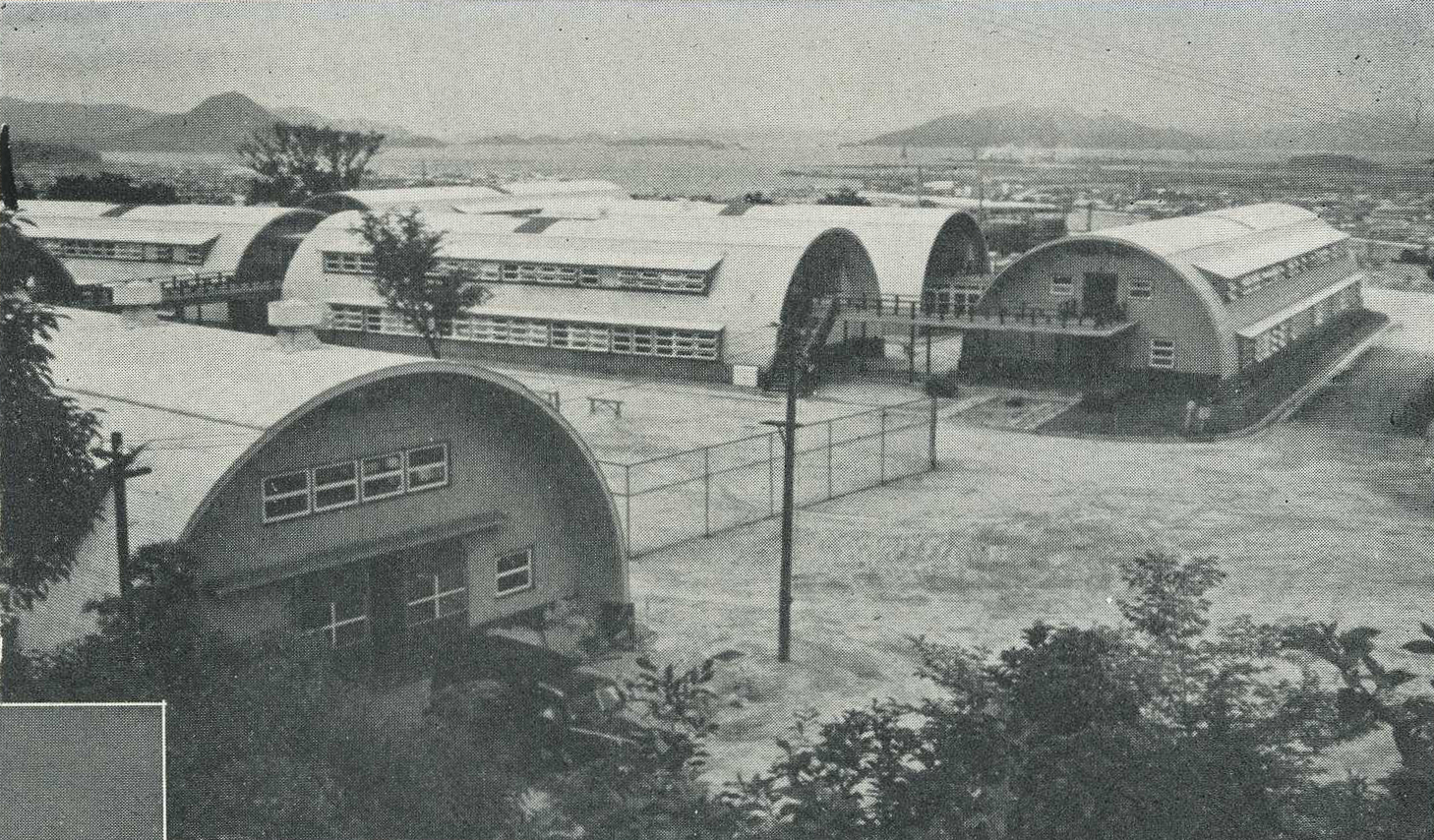
Struttura dell’ABCC, 1955.

La maggior parte delle donne incinte sopravvissute durante il bombardamento ebbe aborti spontanei, mentre i bambini sopravvissuti soffrirono di microcefalia, malattie cardiache, grave ritardo mentale e ritardi nello sviluppo a causa dell’elevata esposizione alle radiazioni in utero. Alle donne fu detto che le cause fossero stress e malnutrizione, inducendole a colpevolizzarsi. A causa della censura, appresero solo più tardi le vere cause di queste anomalie.
Lo scopo dell'ABCC era la raccolta di informazioni da parte degli Stati Uniti, che non condivideva i risultati e le informazioni con i giapponesi; gli Stati Uniti hanno tenuto il possesso di tutti i dati quali campioni biologici e foto. 
Ciò ha portato ad una sensazione di sfruttamento da parte degli hibakusha e più in generale come una vessazione coloniale. 
La maggior parte dei rapporti sulle conseguenze umanitarie della bomba furono occultati da parte degli Stati Uniti a tutto il mondo, usando lo strumento della propaganda fu usata per contraddire le scoperte mediche, soprattutto riguardo agli effetti delle radiazioni, nella stampa americana.. 
Vi fu anche un opera di occultamento tramite il sequestro dei dati dei pazienti con i relativi registri, raccolta che operavano i medici giapponesi mentre curavano i sopravvissuti, ne fu vietata la pubblicazione e tuttora rimangono difficili da visionare negli Archivi Nazionali nel Maryland.; alcuni campioni umani e studi clinici furono trattenuti negli Stati Uniti fino a maggio 1973, causando dolore alle famiglie degli hibakusha.
Per gli hibakusha deceduti, la rimozione degli organi senza consenso violava i desideri delle loro famiglie. 
Una maggiore cura era riservata ai neonati con controlli medici frequenti, in assenza di controlli sanitari generalizzati e collettivi.

## L’ABCC diventa il RERF
Nel 1951, la Atomic Energy Commission (AEC) stava pianificando di interrompere i finanziamenti per il lavoro dell’ABCC in Giappone. Tuttavia, James V. Neel fece un appello e l’AEC decise di finanziarli con 20.000 dollari all’anno, per tre anni, per continuare la ricerca. Nel 1956, Neel e William J. Schull pubblicarono la loro bozza finale di The Effect of Exposure to the Atomic Bombs on Pregnancy Termination in Hiroshima and Nagasaki. Questo monografia fornì una descrizione dettagliata di tutti i dati raccolti.
Nonostante i loro sforzi, la reputazione dell’ABCC stava crollando, e fu deciso nel 1975 di farla diventare una fondazione denominata Radiation Effects Research Foundation (RERF), con una nuova struttura organizzativa ed una governance (e finanziamento) da parte degli Stati Uniti e dal Giappone. Attualmente la RERF è ancora operativa.

## Discussioni in merito all'operato dell’ABCC
L'assenza di pubblicità sui risultati delle ricerche condotte, portava il popolo giapponese a sottovalutare le conseguenze dell’esposizione alle radiazioni, portando alla morte di coloro che rimasero esposti alla radioattività. 
Per i sopravvissuti, i loro registri medici, che erano fondamentali per dimostrare lo status di hibakusha e ottenere cure adeguate, spesso andarono persi a causa dell'occultamento o il loro tardivo rilascio. 
Quando gli hibakusha ottennero finalmente assistenza medica dal governo giapponese, dovevano fornire documentazione per dimostrare il loro status. Poiché oltre 23.000 dati, inclusi rapporti clinici, resti umani e altro materiale, furono classificati come segreti di stato negli Stati Uniti fino a maggio 1973, molti hibakusha faticarono a provare il proprio status.
Simile allo Studio sulla sifilide di Tuskegee, è talvolta citato come esempio di intervento medico svolto principalmente per scopi sperimentali più che per cura del paziente.

### Distretto di Nishiyama a Nagasaki
La commissione ABCC concentrò un particolare interesse sul distretto di Nishiyama  a Nagasaki, dato che tra l’ipocentro e Nishiyama si trovavano delle montagne che impedirono alle radiazioni e al calore dell’esplosione di raggiungere direttamente Nishiyama, non vi fu alcun danno immediato. 
Tuttavia, a causa della caduta di cenere e della pioggia, era comunque presente una significativa quantità di radiazioni; quindi si decise dopo la guerra, di condurre indagini sanitarie senza informare la popolazione locale del vero scopo.
Pochi mesi dopo i bombardamenti atomici, i residenti di Nishiyama mostrarono un aumento significativo del numero di globuli bianchi.
Dato che negli animali, la leucemia può svilupparsi dopo un’esposizione totale del corpo alle radiazioni, quindi i ricercatori vollero esaminare cosa accadesse negli esseri umani, trovando  anche l’osteosarcoma in individui dopo ingestione orale di materiale radioattivo. 
Secondo il rapporto redatto dalla commissione ABCC, i residenti del distretto di Nishiyama, che non furono colpiti direttamente dal bombardamento atomico, erano considerati una popolazione ideale per osservare gli effetti della radiazione residua.
Gli Stati Uniti continuarono la ricerca sulla radiazione residua anche dopo che il Giappone riconquistò l’indipendenza, ma i risultati non furono mai condivisi con i residenti di Nishiyama.
Una delle conseguenze più importanti dovute all'assenza di trasparenza sui livelli radioattivi e sulla sua pericolosità fu la continuazione della popolazione residente a rimanere in loco e coltivare la terra dopo la guerra, con un importante aumento di pazienti con leucemia e relativi decessi.
Dopo i bombardamenti atomici, gli scienziati giapponesi vollero condurre ricerche per aiutare a curare gli hibakusha, ma il Supreme Commander for the Allied Powers non permise ai ricercatori giapponesi di studiare i danni causati dalla bomba atomica  in particolare nel primo anno con una normativa severa e aumentando di fatto i decessi da esposizione alle radiazioni.

### Uso del Thorotrast e ricerche ABCC a Hiroshima
Dopo la Seconda Guerra Mondiale, la Atomic Bomb Casualty Commission (ABCC) condusse ricerche mediche utilizzando il mezzo di contrasto radioattivo Thorotrast e un agente simile chiamato Umbra-Tor.
Tra il 1949 e il 1951, questi agenti furono somministrati a pazienti di sesso maschile di età compresa tra 19 e 71 anni in un ospedale di Kure, nella prefettura di Hiroshima, e successivamente furono effettuate radiografie presso le strutture ABCC.
Il Thorotrast fu ampiamente utilizzato a livello internazionale dagli anni ’30 agli anni ’40. A causa della sua tendenza a rimanere nel corpo per lunghi periodi ed emettere radiazioni, era associato a un rischio di esposizione interna alle radiazioni e cancro. In Giappone, si stima che tra 20.000 e 30.000 persone ricevettero iniezioni di Thorotrast prima della fine della guerra.
Un rapporto ABCC del 1964 notò che, tra 56 individui che ricevettero il mezzo di contrasto, nove erano morti entro il 1961, suscitando sospetti sugli effetti a lungo termine delle radiazioni, anche se non fu indicato un legame diretto con la causa di morte. Tra i 23 pazienti sopravvissuti, 20 avevano ancora residui dell’agente nei loro corpi e 14 manifestavano sintomi come la fibrosi. Ciò segnò un cambiamento rispetto alle valutazioni più favorevoli precedenti sul Thorotrast verso una posizione più cauta.
Sebbene il Thorotrast non fosse approvato per l’uso negli Stati Uniti a causa di problemi di sicurezza, la ricerca sui suoi effetti continuò nell’Hiroshima occupata.
Si ritiene che i dati di ricerca siano stati successivamente cancellati in Giappone e portati all’estero, per evitare una cattiva pubblicità.

### Critiche alla ricerca umana non terapeutica
Gli Stati Uniti condussero ricerche sugli effetti delle radiazioni in Giappone. Gli hibakusha venivano convocati casualmente in strutture che sembravano ospedali, ma invece di ricevere cure mediche, decine di migliaia di sopravvissuti furono usati come soggetti di ricerca dalla Atomic Bomb Casualty Commission (ABCC).
Nel caso venisse identificata una o più condizioni potenzialmente letali tra i sopravvissuti, l’ABCC non comunicava queste informazioni né forniva trattamenti, scegliendo invece di osservare l’evoluzione delle malattie.
Lo storico australiano Paul Ham ha criticato il trattamento riservato dall’ABCC ai sopravvissuti della bomba atomica paragonandolo all’uso di cavie da laboratorio.